# جاك لينش
جاك لينش (بالإنجليزية: Jack Lynch) (و. 1917 – 1999 م) هو سياسي، ولاعب كرة القدم الغالية من جمهورية أيرلندا ولد في كورك.

## روابط خارجية
- جاك لينش على موقع الموسوعة البريطانية (الإنجليزية)
- جاك لينش على موقع مونزينجر (الألمانية)
- جاك لينش على موقع إن إن دي بي (الإنجليزية)